# Paul Zollinger
Paul Zollinger (Schlieren, 10 marzo 1944) è un ex ciclista su strada e pistard svizzero.
Vinse i campionati nazionali nel 1966, fu secondo al Campionato di Zurigo nel 1967 dietro il connazionale Robert Hagmann e terzo al Tour de l'Avenir 1965.
Anche suo fratello gemello Rudi fu un ciclista professionista.

## Palmarès
- 1963 (Dilettanti, una vittoria)

Tour du Canton de Genève
- 1966 (Tigra, una vittoria)

Campionati svizzeri, Prova in linea

## Piazzamenti

### Classiche monumento
- Milano-Sanremo

1967: 19º

### Competizioni mondiali
- Campionati del mondo

Ronse 1963 - In linea dilettanti: 33º
Sallanches 1964 - In linea: 35º
Nurburgring 1966 - In linea: ?